# هجوم القلمون (يوليو–أغسطس 2017)
هجوم القلمون أو عملية فجر الجرود في لبنان كان عملية عسكرية أطلقت من قبل حزب الله، القوات المسلحة السورية، وفيما بعد القوات المسلحة اللبنانية، ضد أعضاء تحرير الشام وتنظيم الدولة الإسلامية على الحدود السورية اللبنانية. نفى الجيش اللبناني أي تنسيق مع حزب الله أو الجيش السوري.

## الهجوم

### المرحلة الأولى: تصفية تحرير الشام
بدأت جماعة حزب الله اللبنانية، القوات المسلحة اللبنانية، والجيش العربي السوري عملية كبرى في 21 يوليو 2017، لتدمير جيوب مقاتلي هيئة تحرير الشام وداعش على حدود لبنان وسوريا. خلال الهجوم، اتخذ الجيش اللبناني وضع دفاعي في عرسال. باليوم التالي، استولى حزب الله على نقاط رئيسية كما ذكرت التقارير بالقرب من الحدود، بما في ذلك قمة التل الاستراتيجية ضهر الهوى، وهي قاعدة سابقة لتحرير الشام (جبهة النصرة). بحلول 23 يوليو، استولى الجيش السوري على 36 ميل مربع من التضاريس على الجانب السوري للحدود.
في 27 يوليو، توصل حزب الله إلى اتفاق وقف إطلاق نار لمدة ثلاثة أيام مع تحرير الشام وسرايا أهل الشام في الجزء اللبناني لجبال القلمون. دعى الاتفاق تحرير الشام على الانسحاب من لبنان إلى إدلب، وسرايا أهل الشام على الانسحاب إلى جبال شرق القلمون، حيث تحتفظ قوات المعارضة بجيب تحت سيطرتها، وتبادل الأسرى من كلا الجانبين. في نفس اليوم، أعلن حزب الله أنه سيكون هناك عمليات عسكرية أخرى ضد جيب داعش.

### المرحلة الثانية: الهجوم ضد داعش
في 4 أغسطس، أعلن قائد حزب الله حسن نصر الله بأن الجيش العربي السوري وحزب الله سيشاركان في استرداد جيب داعش على الحدود السورية اللبنانية للمرة الأولى منذ 2013. أعلن الجيش اللبناني بأنه لن ينسق مع الجيش السوري خلال الهجوم. بعد يومين، شنّت القوات المسلحة اللبنانية هجوما على مواقع داعش بالقرب من وادي شبيب العميق. بعد سلسلة من الاشتباكات الحادة، استولى الجيش اللبناني على المواقع واستمر إلى تلتي أبو علي والضليل الأقرع التلال في منطقة رأس بعلبك. تم الاستيلاء على التلال أيضا في نهاية المطاف. وأبلغ عن تقدم آخر للجيش اللبناني في ريف جرود عرسال ورأس الباباك يتضمن قوات آلية.
في صباح 19 أغسطس، جدد الجيش اللبناني هجومه ضد داعش في الجزء اللبناني لجبال القلمون، بينما الجيش السوري وحزب الله شنا هجوما في الجانب السوري للحدود. في وقت لاحق من اليوم، استولى الحرس الجمهوري التابع للجيش العربي السوري وحزب الله على وديان أبو خضير ومسعود، شعبة سرور، قبر العسرالي، خربة العيلة، مرتفع أبو خديج، ومرتفع شلوب الزمراني بجانب الحدود مع لبنان. في 24 أغسطس، كان معبر رأس الشاحوط الحدودي قد استولي عليه من مقاتلي داعش.
في 25 أغسطس، استسلم حوالي 100 من مقاتلي داعش إلى حزب الله على الجانب السوري لجبال القملون الغربية. بنفس يوم، لم يكن في حوزة داعش إلا 40 كيلومتر مربع فقط من الأرض على الحدود. في 27 أغسطس، أعلن الجيش اللبناني وقف إطلاق نار لكي يتفاوض بشأن أكثر من 9 جنود لبنانيين الذين أسرهم داعش خلال معركة عرسال في أغسطس 2014.
في 27 أغسطس، وافق مدافعي داعش الباقين في القلمون الغربي على وقف إطلاق النار مع الجيش اللبناني في لبنان وحزب الله والجيش السوري على الجانب السوري للحدود. في اليوم التالي، أحرق مقاتلي داعش مقرهم في المنطقة، واستعدوا لكي ينقلوا إلى البوكمال. هذه كانت المرة الأولى التي وافقت فيها هذه المجموعة الكبيرة لمقاتلي داعش على صفقة استسلام بدلا من أن تحارب حتى النهاية المرة.

## فيما بعد
في 29 أغسطس، نقلت قافلة أولى قوامها حوالي 400 من مقاتلي داعش وأسرهم من حدود لبنان وسوريا نحو البوكمال في دير الزور. بينما كان موكب مقاتلي داعش المخلين وأسرهم ينتقل من نقطة التبادل نحو البوكمال، فقد قصفته قوة المهام المشتركة – عملية العزم الصلب. صرح الائتلاف بأنه «ليس طرفاً في أي اتفاق بين حزب الله اللبناني، النظام السوري وداعش» وبأنه لن يسمح «بمواصلة نقل مقاتلي داعش إلى منطقة حدود شركائنا العراقيين». ادعت قوة المهام مشتركة – عملية العزم الصلب أيضا بأن هجومهم استهدف فقط الطريق و«فرادى المركبات والمقاتلين الذين تم التعرف عليهم بوضوح على أنهم من داعش»، لا المدنيين الذين يرافقون القافلة. أصبح بالتالي موكب مقاتلي داعش محصورا في وسط سوريا بين حميمة والسخنة حيث أصر الائتلاف بأنهم لن يسمحوا للقافلة بالاستمرار. بعد السماع عن مصير القافلة هذه، مجموعة ثانية من 113 مقاتل من داعش وأسرهم من القلمون قرروا الامتناع عن محاولة الوصول إلى البوكمال. بدلاً من ذلك، تركوا داعش واستسلموا بالكامل إلى الحكومة السورية، التي سوت وضعهم في تدمر تحت إشراف الأمن.